# Adiaphora
Adiaphora (Sg. Adiaphoron), auch: Adiáphora oder Adiaphorismen (Sg. Adiaphorismus), (von griech. ἀδιάφορα „nicht Unterschiedenes“, „Mitteldinge“) sind nach dem Verständnis der stoischen Philosophie sowie auch in der christlichen Theologie Dinge, die in ethischer Hinsicht neutral sind, das heißt, die sich einer Zuordnung als gut oder böse entziehen.
Genauer sind es zwei voneinander zu trennende Fragen:
- Was ist für den Menschen das eigentlich Gute – und was ist dafür letztlich gleichgültig?
- Gibt es konkrete Handlungen, die weder gut noch böse, d. h. moralisch neutral sind?

## Die Adiaphora in der stoischen Ethik
Die Stoiker, die den Begriff geprägt haben, definierten nur zwei Dinge als sittlich festlegbar:
- Die Tugend als das einzige Gute sowie
- das Laster als das einzige Übel.

Alles andere ist ein Adiaphoron. So sind Dinge wie das Leben, die Schönheit, der Reichtum oder die Gesundheit sittlich neutral, sozusagen „gleichgültig“. Gut ist also allein, was der Tugend dient. Alles andere ist indifferent, insbesondere alle konventionellen Güter/Übel.
Unter den an sich indifferenten Gütern gibt es solche, zu denen der Mensch eine natürliche Neigung hat. Tugend besteht in der vernünftigen Wahl und im vernünftigen Umgang mit diesen naturgemäßen Dingen. Ob man diese jedoch tatsächlich erwirbt, besitzt oder verliert, sei für die Tugend und das Glück des Menschen letztlich gleichgültig.
Ethisch wichtig an der stoischen Adiaphora-Lehre ist die Herausarbeitung des Unterschieds zwischen dem moralisch Guten und dem außermoralisch Guten. Damit wird der Fokus auf die Frage gelenkt, was die menschliche Moralität eigentlich ausmacht.
Die stoische Adiaphora-Lehre wurde schulintern teilweise (Ariston von Chios u. a.) in dem Sinne einseitig weiter entwickelt, dass alles mit der inneren Einstellung nicht Identische absolut gleichgültig sei. Dies ließ einen kynischen Libertinismus propagieren.

## Philosophische Positionen
Der „Kern menschlicher Moralität“: Nach Plutarch ist der Weise nur hypothetisch besorgt: Er handelt, als ob Leben, Wohlstand, Ehre usw. wirkliche Güter wären. Kant betont, dass gut allein der menschliche Wille sein könne.
Die „Möglichkeit konkreter neutraler Handlungen“: Fichte und Kant – und zuvor schon Epikur (341–270 v. Chr.) – waren der Auffassung, im Konkreten gebe es keine Adiáphora.

## Rezeption im Christentum
Das „hypothetische Weltverhältnis der Adiophorie“: Das von Plutarch vertretene „hypothetische Weltverhältnis der Adiophorie“ wird auch als spezifisch christlich gesehen: keine übertriebene Sorge um die Lebensgüter und Bewusstsein ihres unverdienten und vorübergehenden Geschenkcharakters.
Die „Möglichkeit indifferenter Handlungen“: In der Patristik griffen Klemens von Alexandrien sowie Origenes die Lehre von den Adiaphora auf – bei Origenes allerdings mit dem neuen Gesichtspunkt, dass indifferente Dinge durch die Beziehung zur Gottes- oder Nächstenliebe gut werden könnten. Für Augustinus hingegen gab es keine Handlungen, „die zwischen Tugend und Sünde neutral bleiben könnten“.

## Sonstiges
Im 16. Jahrhundert gab es einen Adiaphoristenstreit zwischen orthodoxen Lutheranern und Anhängern Melanchthons, die bestimmte religiöse Praktiken (im Unterschied zu den eigentlichen Glaubensangelegenheiten) als Adiaphora betrachteten. Das Oxford English Dictionary kennt diesen Begriff als eine Gleichgültigkeit gegenüber religiösen Dingen.